# Zico Luzinho
Zico Luzinho (1 de abril de 1985) é um futebolista timorense. Atualmente, atua como atacante da Seleção Timorense de Futebol.